# Галатин (Тенеси)
Галатин (енгл. Gallatin) град је у америчкој савезној држави Тенеси.

## Демографија
По попису из 2010. године број становника је 30.278, што је 7.048 (30,3%) становника више него 2000. године.
| Група             | 2000.          | 2010.          |
| Белци             | 17.877 (77,0%) | 22.558 (74,5%) |
| Афроамериканци    | 4.081 (17,6%)  | 4.442 (14,7%)  |
| Азијати           | 98 (0,4%)      | 231 (0,8%)     |
| Хиспаноамериканци | 801 (3,4%)     | 2.434 (8,0%)   |
| Укупно            | 23.230         | 30.278         |